# Église de la Décollation-de-Saint-Jean-Baptiste de Saulnot
Pour les articles homonymes, voir Église de la Décollation-de-Saint-Jean-Baptiste.
L'église de la Décollation-de-Saint-Jean-Baptiste est une église catholique située à Saulnot, en Haute-Saône. Elle se caractérise par sa couleur rose due à l’utilisation de grès vosgien et son clocher comtois rouge. Elle abrite cinq éléments mobiliers inscrits ou classés à la base Palissy.

## Localisation
L'église est construite sur la commune française de Saulnot dans le sud-est du département de la Haute-Saône, en région de Bourgogne-Franche-Comté.
Elle est le chef-lieu de la paroisse de Sainte-Lucie, faisant partie du doyenné d'Héricourt, qui dépend du diocèse de Belfort-Montbéliard.

## Histoire
Une église paroissiale est mentionnée au XIIe, elle est reconstruite en 1847 à l’exception du clocher. Avant la Révolution française, l'abbé de Luxeuil y exerce son droit de présentation. L'église de Saulnot est consacrée à la Décollation de saint Jean-Baptiste.
Un puits des houillères locales est creusé vers l'église de Saulnot en 1832.

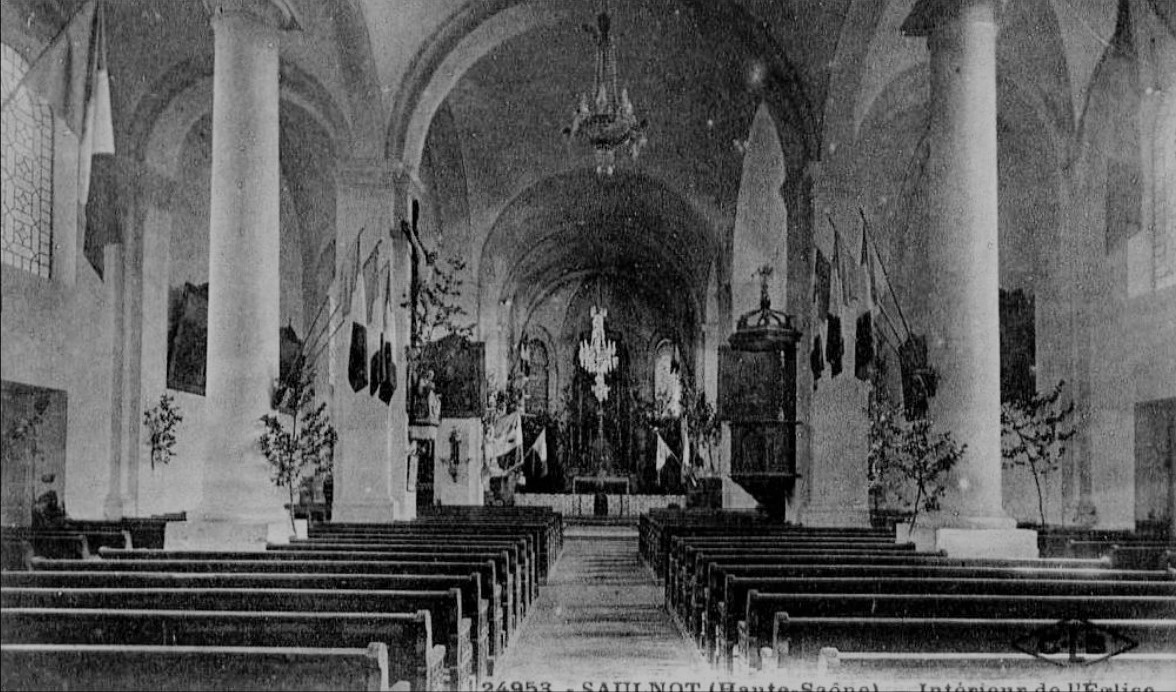
L'intérieur au début du XXe.
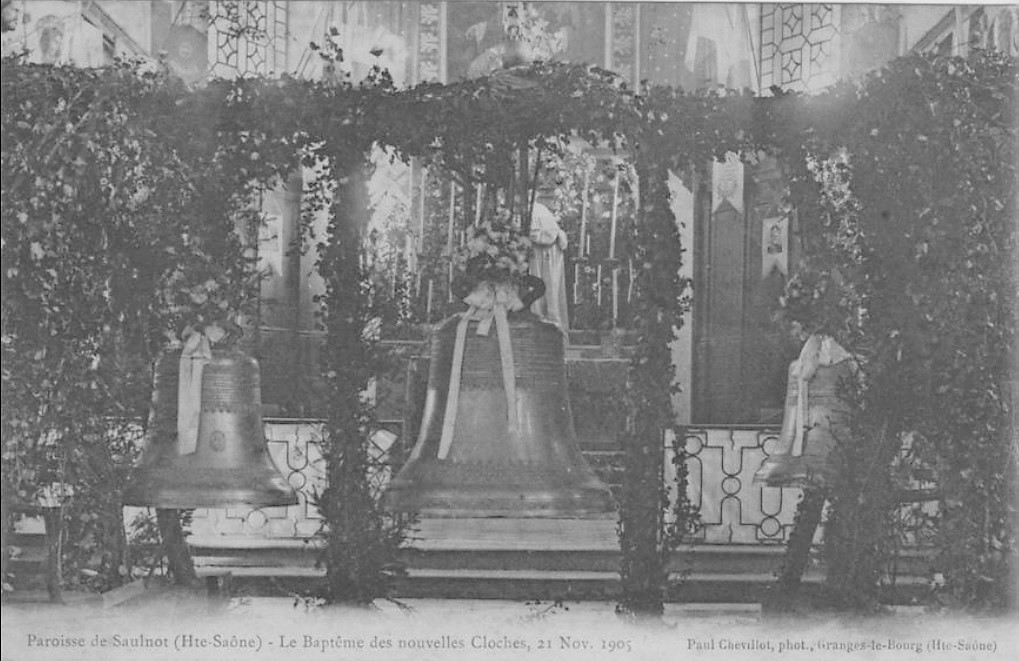
Baptême des nouvelles cloches en 1905.

L'église, endommagée lors des bombardements de septembre à novembre 1944, est reconstruite en 1946 en conservant le clocher comtois du XVIIIe siècle. Au pied de celle-ci se trouvent deux tombes dont celle du dernier seigneur de Saulnot (Georges Janneot). Cette église abrite un bénitier quadrangulaire des XIIe et XIIIe siècles.

## Architecture
L'église est construite avec du grès rose à grain fin jugé « assez tendre et de médiocre qualité » lors d'un test de résistance de matériaux. Il est exploité sur la commune, dans une carrière exploitée par Messieurs Frahier et Bouvet. Le même matériau est utilisé pour la construction du temple protestant de Bussurel.
L'édifice se caractérise également par son clocher comtois couvert de tuiles vernissées rouges.

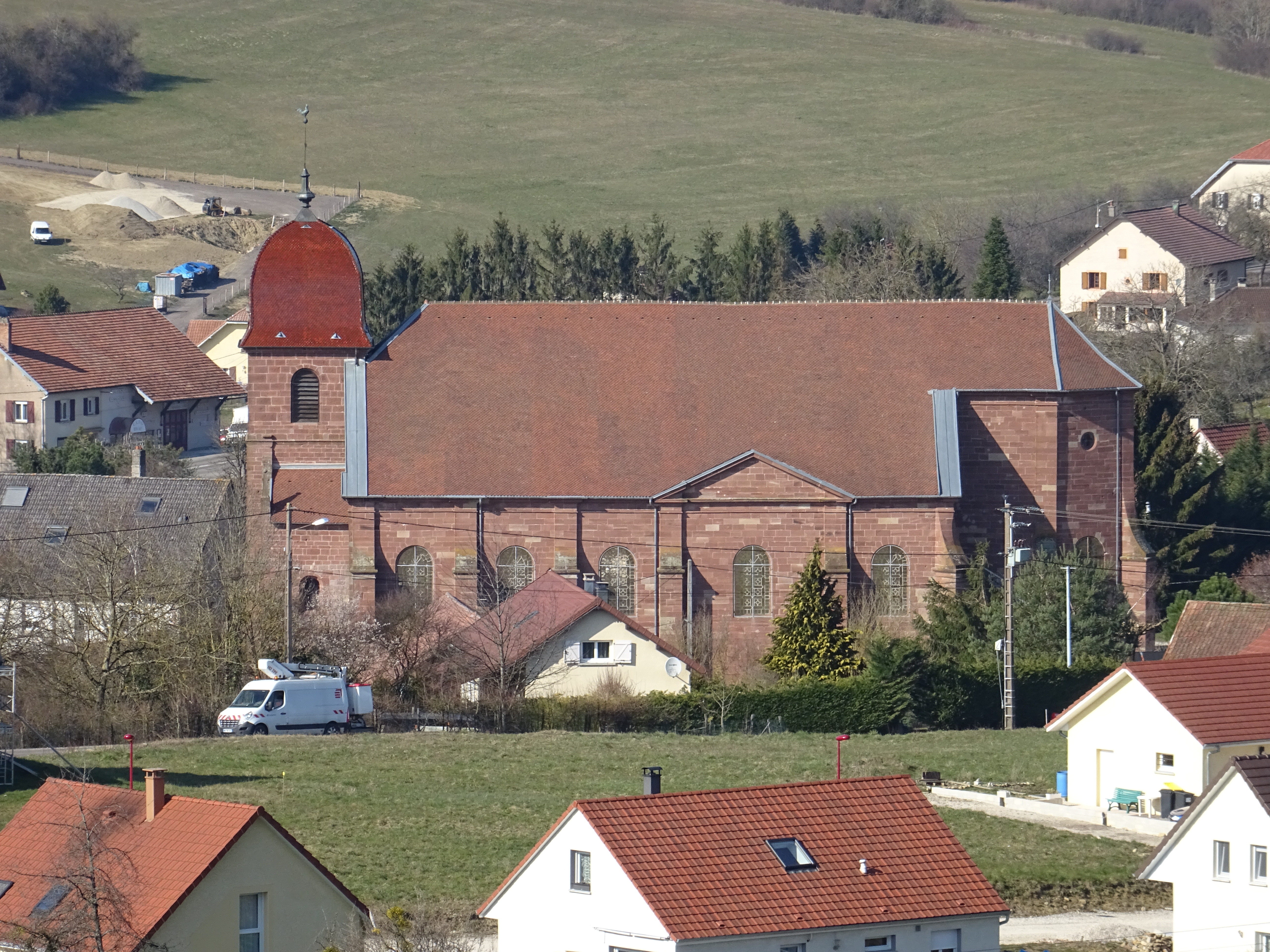
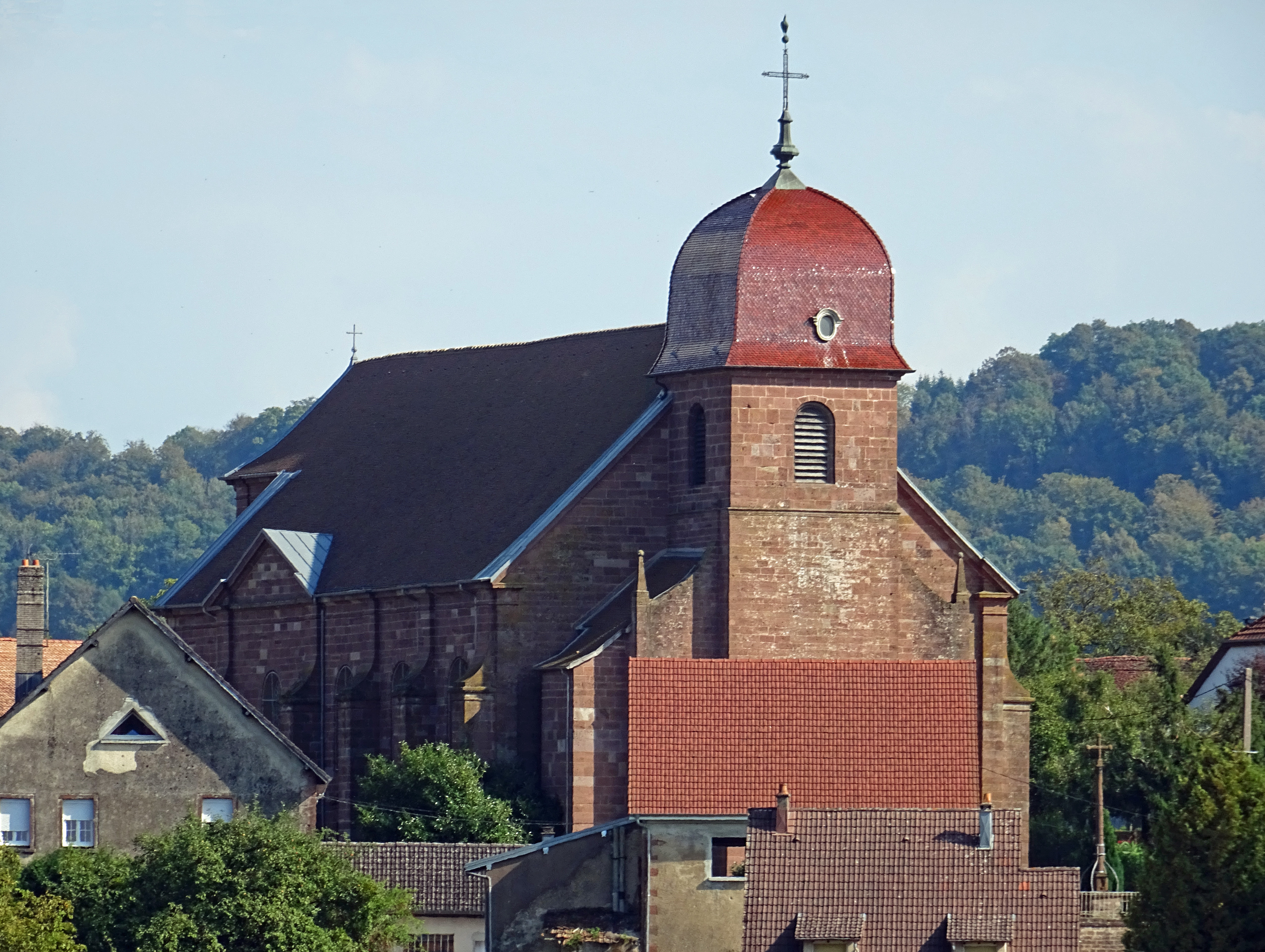
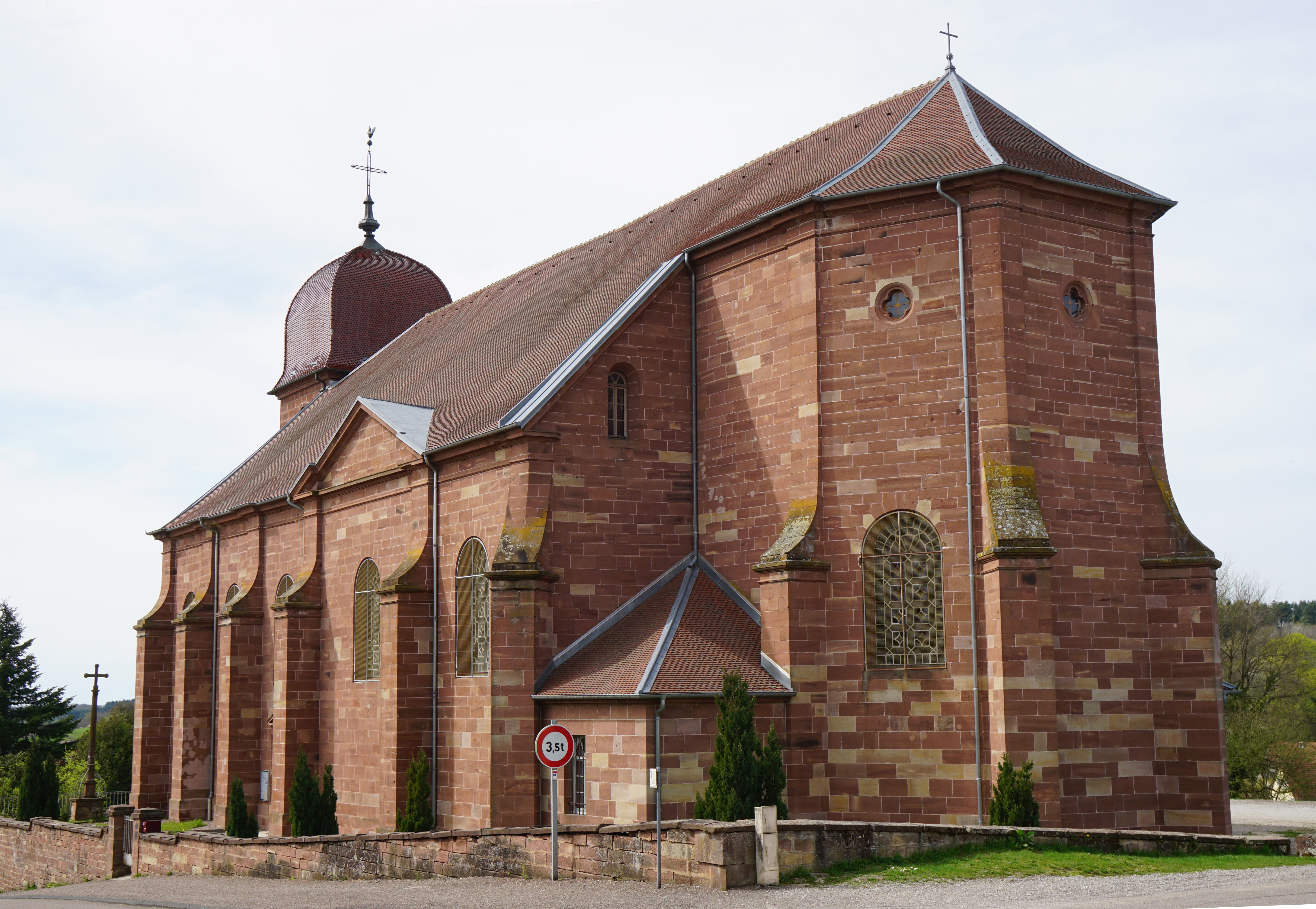

## Mobilier protégé
L'église abrite cinq éléments mobiliers inscrits ou classés à la base Palissy : 
- une clôture de chœur en fer forgé de la fin du XVIIIe siècle (inscrite le 5 décembre 2005)[8] ;
- un ostensoir en argent doré de 1768 (classé le 7 mai 1971)[9] ;
- un calice de 1706 (classé le 7 mai 1971)[10]  ;
- un calice de 1779 (classé le 7 mai 1971)[11] ;
- un pyxide des malades-chrismatoire en argent doré du milieu du XVIIIe siècle (classé le 7 mai 1971)[12].